# San Felice Circeo
San Felice Circeo és un comune (municipi) de la província de Latina, a la regió italiana del Laci.
San Felice Circeo limita amb els municipis de Terracina i Sabaudia.
A 1 de gener de 2019 tenia 10.134 habitants.
El far de Capo Circeo es troba a uns 3 km a l'oest del nucli antic.

## Història
El romà triumvir Lèpid es va exiliar aquí després que fos derrocat el 36 aC pel seu antic col·lega, i futur emperador, August.

## Llocs d'interès
- Parc Nacional del Circeo.
- Mont Circeo o Promontorio del Circeo, amb diverses coves, entre elles:
- Grotta Guattari, una cova amb restes del Neanderthal.